# Amt Gramzow
Urząd Gramzow (niem. Amt Gramzow) – niemiecki urząd leżący w kraju związkowym Brandenburgia, w powiecie Uckermark. Siedziba urzędu znajduje się w miejscowości Gramzow.
W skład urzędu wchodzi sześć gmin:
1. Gramzow
2. Grünow
3. Oberuckersee
4. Randowtal
5. Uckerfelde
6. Zichow